# 이즈미소토아사히카와역
이즈미소토아사히카와역(일본어: 泉外旭川駅)은 일본 아키타현 아키타시에 위치한 동일본 여객철도 오우 본선의 철도역이다.